# Christian Müller (Pädagoge)
Christian Müller (* 21. Januar 1666 in Magdeburg; † 17. April 1746 ebenda) war ein deutscher Pädagoge.

## Leben
Christian Müller besuchte die Stadtschule in Magdeburg und immatrikulierte sich am 26. Juli 1676 an der Julius-Universität in Helmstedt beim Rektor Georg Engelbrecht. Nachdem er das Studium bereits nach kurzer Zeit wieder aufgegeben hatte, kam er nach Magdeburg zurück und besuchte das Altstädtische Gymnasium in Magdeburg (heute Domgymnasium Magdeburg) beim Konrektor Christian Goclenio, dazu erhielt er Privatunterricht bei Jeremias Pilarick (1640–1708). Weiteren Privatunterricht erhielt er bei Daniel Parschitz; als dieser 1679 eine Berufung als Rektor nach Sorau in der Niederlausitz erhielt, begleitete er diesen über Leipzig und Torgau dorthin und erhielt währenddessen Hebräischunterricht. Als die Pest in der Umgebung von Sorau ausbrach, ging Christian Müller wieder nach Magdeburg zurück. Er blieb bei seinen Eltern bis 1684 und erhielt Unterricht am Gymnasium in Magdeburg beim Rektor Anton Werner Cuno (1635–1707).
Am 9. November 1684 immatrikulierte er sich an der Universität Jena beim Rektor Rudolph Wilhelm Krause und hörte Vorlesungen in Logik und Metaphysik bei Johann Andreas Schmidt, in orientalischer Sprache bei Johann Frischmuth und Johann Andreas Danz, in Mathematik bei Erhard Weigel, in Geschichte bei Caspar Sagittarius und Georg Schubart. Er erlernte auch die französische, italienische und englische Sprache, hörte in Homiletik bei Georg Götze, in Theologie bei Friedemann Bechmann, der ihm auch Privatunterricht erteilte, sowie bei Johann Wilhelm Baier und in Anatomie bei August Heinrich Fasch. 1688 beendete er sein Studium.
Am 18. Februar 1690 erfolgte seine Berufung zum Konrektor der Domschule in Magdeburg und am 27. Februar wurde er in sein Amt eingeführt; Rektor war in dieser Zeit Johann Elemann Röver. Bis 1692 musste er im Magdeburger Dom die Dienstags-Predigten halten.
Durch das Domkapitel wurde er am 13. September 1694 als Nachfolger von Johannes Elemann Röver zum Rektor berufen.
Seine Emeritierung erfolgte am 30. März 1740; sein Nachfolger wurde der Konrektor Johann Gottlieb Immermann.
Zu seinen Schülern gehörten unter anderem der spätere Komponist Georg Philipp Telemann und der Jurist Johann Ernst Flörcke.

## Schriften (Auswahl)
- Lessus Funeri Jcti Summe Venerandi Longeqve Nobilissimi Stephani Vloemii A Reverendiss. Et Illustri Ecclesiæ Cathedralis Magdeburg. Capitulo Juri Per Magdeburgensem Diocesin Dicendo Præfecti Et Canonici Senioris Ecclesiæ Collegiatæ S. Sebastiani Extincti in Medio Ævi. Magdeburg 1711.
- Memoriae Reverendissimi & Perillustris Domini, Domini Nicolai Ernesti A Platen Canonici Ecclesiarum Magdeburgensis & Havelbergensis Cathadralium Die XIIII. Augusti Anni MDCCXXXIII. Pie Defuncti, In Exeqviarvm Solemnibvs Die XXVIII. Ianvarii Anni MDCCXXXIIII. Magdeburg 1734.